# 乔治·桑塔亚那
乔治·桑塔亚那（英語：George Santayana，1863年12月16日—1952年9月26日），原名豪尔赫·阿古斯丁·尼古拉斯·鲁伊斯·德·桑塔亚纳·伊·博拉斯（西班牙語：Jorge Agustín Nicolás Ruiz de Santayana y Borrás），西班牙出身的哲学家、美学家、批评家与文学家，后移居美国。
桑塔亚那年轻时曾在哈佛大学学习，获得了学士学位，然后回到欧洲居住。在這期间，其未放棄西班牙國籍。桑塔亚那的主要哲学著作包括与他人合著的《批判实在论论文集》（1920），还有《怀疑主义和动物信仰》（1923）、《存在的领域》（1927～1940）`《桑塔亞納美學箋註》（《論美》）等。
桑塔亞那的最著名的一句话为“那些不能铭记过去的人注定要重蹈覆辙。”

## 個人生活
桑塔亞那從未結婚。學者們猜測桑塔亞那可能是雙性戀或同性戀，但目前不清楚他是否有任何雙性戀或同性戀關係。
1912年，桑塔亞那辭去了哈佛大學的職務。1920年之後，他開始在羅馬過冬，並最終終年在羅馬生活直至去世。在歐洲的40年間，他撰寫了19本著作，並拒絕了幾個享有盛譽的學術職位。他的許多訪客都是美國人，包括他的助手丹尼爾·科里（Daniel Cory）。在後來的生活中，桑塔亞那在財務上很舒適，部分原因是他1935年的小說《最後的清教徒》（The Last Puritan）成為出乎意料的暢銷書。他在經濟上協助了包括伯特蘭·羅素在內的許多作家，即使在哲學和政治存在上有根本分歧。
桑塔亞那的小說《最後的清教徒》是一部小說，以主人公奧利弗·奧爾登的個人成長為中心。他的作品部分是自傳，包含了他許多敏銳的見解和妙語。桑塔亞那撰寫了許多主題的書籍和論文，包括較淺的哲學，文學批評，思想史，政治，人性，道德，宗教對文化和社會心理學的影響，都頗具智慧和幽默。
儘管他關於技術哲學的著作可能艱深，但他的其他著作更易於理解。桑塔亞那是詩人和劇作家，並留下大量的書信，很多直到2000年出版。像托克維爾一樣，桑塔亞那從外國的角度評論美國的文化和品格。像他的朋友和導師威廉·詹姆士一樣，他以文學方式撰寫哲學。艾茲拉·龐德將桑塔亞那納入眾多文化參考中。

## 美的本质

### 审美价值
在桑塔耶纳的《美感》一書中，他首先讨论了美的本质问题，並从对审美价值的阐释开始。桑塔耶纳认为，探讨美的本质问题的美的哲学是一种价值学说，因此，“美学是研究‘价值感觉’的学说”。桑塔耶纳對比了道德与审美价值，他认为“审美判断主要是积极的，也就是说，它是对好的方面的感受，而道德判断主要地而且基本上是消极的，亦即是对坏方面的感知。区别的另一因素是：在审美感受中，我们的判断必然是内在的，是根据直接经验的性质，而决不是有意识地根据对象毕竟实用的观念；反之，道德价值的判断，如果是积极性的话，则往往根据它可能涉及的实利意识。”桑塔耶纳认为，所有价值从某方面说是审美价值，只有审美价值才能带来幸福，真和善到了超越功利的境界时，就变成了美。他写道：“假如我们试图从人生中消除一切苦难，像世俗有时想象的那样，我们将会发现，构成纯粹幸福的东西除审美快感以外所余无几。感情和欲望的满足，是我们人间幸福的主要寄托，它们本身就带有一种美感的色彩，......当真理再无其它实际的用途时，真理就宛若一片风景。”在价值学说方面，桑塔耶纳走向一种泛审美主义，将人生最高价值归结为审美价值。这种看法自有审美文化学方面的积极意义，并且有人性之情本体的依据。但他对审美价值与道德价值等价值的区分，亦有尚未解析的矛盾。